# Zitás Bertalan
Valki Zitás Bertalan (Prügy, 1891. október 2. – Budapest, Józsefváros, 1956. július 12.) színész, drámaíró, színházvezető.

## Életútja
Zitás Bertalan református pap és Pordány Ilona fiaként született. 1913-ban elvégezte a Színészakadémiát, előzőleg a tudományegyetem bölcsészeti fakultásán középiskolai tanári képesítést nyert. 1910 július havában egy vándortársulatnál Kabán (Hajdú megye) lépett a színipályára, amikor a Csókon szerzett vőlegényben eljátszotta Csontay Lőrincet. Vidéken szerepelt évekig, igazgatói: Feld Irén, Polgár Károly, Faragó Ödön voltak. Részt vett az első világháborúban. Nemsokára lemondott a pályáról és Kőszegen, majd Pécsett tanár lett. 1915. július 15-én Kispesten feleségül vette Bodány Teréziát. 1925-ben Budakeszin vette el Tsohida Máriát. Több színdarabja megjelent nyomtatásban és be is mutatták. 1940-től részt vett a Tábori Színház szervezésében, 1942. november 17-én a Tábori Színház Zitás Bertalan alezredes katonai vezetésével indult el a frontra. Megírta a színház krónikáját is. A budapesti Szent Rókus kórházban hunyt el, halálát agyvérzés okozta.

## Drámái
- Magyar Golgota (1927)
- Mátyás „igazságot” tesz (1928)
- Elmegy a falu (1938)
- Toldi (zene: Czobor K., 1939)
- Tábori szőttes (B. Unger I.-nal, 1941)

## Könyve
- A Tábori Színház krónikája (1942)